# Roberto Marrero
Roberto Eugenio Marrero Borjas (Tucacas, Falcón, Venezuela, 7 de junio de 1969) es un abogado y político venezolano, exjefe de despacho de Juan Guaidó y abogado de Leopoldo López. Marrero fue arrestado por el Servicio Bolivariano de Inteligencia Nacional (SEBIN) durante una redada en su casa a primera hora de la mañana del 21 de marzo de 2019 y detenido en El Helicoide, una prisión administrada por SEBIN y «considerado el mayor centro de tortura del país», según Clarín. Fue acusado de terrorismo y participación en el apagón eléctrico de Venezuela de 2019. El 31 de agosto de 2020 fue liberado tras recibir un «indulto» de parte del gobierno de Nicolás Maduro.

## Carrera política
Marrero fundó la Cátedra de Derechos Humanos en la Universidad Santa María.
Cuando a Carlos Vecchio se le prohibió presentarse en las elecciones parlamentarias de Venezuela de 2015, la Mesa de la Unidad Democrática (MUD) solicitó al Consejo Nacional Electoral que aceptara a Marrero como candidato para el Estado Monagas. Como representante del partido político Voluntad Popular, Marrero fue secretario en 2016 de la Asamblea Nacional de Venezuela.
Según El Tiempo, Marrero ha estado trabajando «[por] años detrás de los grandes nombres del partido venezolano Voluntad Popular (VP), ilegalizado y ferozmente perseguido por el régimen de Nicolás Maduro». Un amigo personal del fundador del partido Voluntad Popular, Leopoldo López, Marrero fue miembro de la dirección del partido. El Tiempo dice que «es considerado, por sus compañeros de partido, como uno de sus principales operadores políticos, uno de los canales de información más cercanos a López y nombrado por éste para ser mano derecha, cuidador y asesor de ... Juan Guaidó».

## Arresto y detención
En la madrugada del 21 de marzo de 2019, funcionarios de SEBIN irrumpieron primero en la casa del vecino de Marrero, el diputado de la Asamblea Nacional Sergio Vergara. Vergara tuiteó que había al menos 40 funcionarios de SEBIN con armas largas en 12 vehículos; The Wall Street Journal informó de 15 funcionarios del SEBIN. Tenían a Vergara en el piso, preguntándole dónde vivía Marrero, una pregunta que dice que no contestó. Vergara informó que los agentes tenían las caras cubiertas y que lo retuvieron por varias horas, a pesar de que él les informó que tenía inmunidad parlamentaria. Vergara dijo que escuchó a los funcionarios entrar en el apartamento de Marrero, al lado. Después de unas tres horas entre ambos apartamentos, los oficiales se llevaron al conductor de Marrero y Vergara, Luis Aguilar.
El guardaespaldas de Marrero, Luis Alberto Páez, también fue arrestado. Vergara dice que mientras se lo llevaron, Marrero le gritó que los funcionarios habían plantado una granada y dos rifles.
Marrero pudo enviar un mensaje de audio antes de que se lo llevaran, diciendo:

«En estos momentos están en mi casa. El Sebin está aquí. Lamentablemente llegaron a mí. Sigan la lucha, no se detengan, cuiden al presidente (Juan Guaidó) y que sea lo que Dios quiera. Dios los bendiga. Fuerza y fe. El pueblo no debe detenerse por esto. Demos a entender que el que se cansa pierde.»

Guaidó dijo el 21 de marzo que se desconocía el paradero de Marrero. The Guardian dijo que Marrero fue llevado a El Helicoide; Joel García, el abogado de Marrero, dijo que aunque no pudo ver a Marrero, estaba seguro de que Marrero estaba en El Helicoide.
El Tiempo dijo que, debido a su cercanía con Guaidó y López, había preocupación por la vida de Marrero; el político opositor Fernando Albán Salazar murió luego de ser detenido por el SEBIN en lo que, según la oposición venezolana, fue resultado de torturas, mientras que funcionarios del gobierno venezolano dijeron que fue un suicidio.

### Reacciones
Guaidó lo llamó un «vil y vulgar secuestro», y agregó: «O Nicolas Nicolás no se atreve a arrestarme, o él no es quien da las órdenes». Según The Wall Street Journal, Guaidó dijo que había recibido llamadas de oficiales de las fuerzas de seguridad renunciando a cualquier participación en el arresto, y que les respondió que no debían decir más, por la Ley de Amnistía en Venezuela de 2019; dijo que el «incidente era indicativo de divisiones dentro del régimen de Maduro».
Hugo Carvajal, jefe de la inteligencia militar de Venezuela durante diez años durante la presidencia de Hugo Chávez y «una de las figuras más destacadas» de los gobiernos de Chávez y Maduro antes de transferirle su apoyo a Guaidó en vísperas del intento de envío de ayuda humanitaria a Venezuela en febrero de 2019, dijo que era un «secuestro político» y que Maduro tenía dos objetivos con el acto: «poner a prueba las amenazas internacionales contra la dictadur», y crear una distracción para cubrir las revelaciones de Ronald Dugarte. Dugarte era miembro de la contrainteligencia militar de Venezuela y le dijo a la Organización de los Estados Americanos (OEA) que los presos políticos, tanto civiles como miembros de las fuerzas armadas, son torturados y que la inteligencia es dirigida por cubanos en Venezuela.
El enviado especial de los Estados Unidos para Venezuela, Elliott Abrams, dijo que habría consecuencias para las cinco personas involucradas en el arresto de Marrero: la jueza Carol Padilla, los fiscales Farik Mora y Dinorah Bustamante, y los funcionarios del SEBIN Dani Contreras y Ángel Flores. El Secretario de Estado de los Estados Unidos, Mike Pompeo, tuiteó que Estados Unidos «responsabilizará a los involucrados». El senador estadounidense Marco Rubio dijo que las fuerzas de Maduro estaban probando la respuesta internacional, «para calcular cómo y cuándo arrestar a Guaidó». El Consejero de Seguridad Nacional de los Estados Unidos, John Bolton, dijo que «Maduro ha cometido otro gran error» que «no quedará sin respuesta».
El Secretario General de la OEA, Luis Almagro, solicitó al gobierno venezolano pruebas de que Marrero estaba vivo. El Grupo de Lima, incluidos Argentina, Brasil y Canadá, condenó el arresto. La Cancillería de Paraguay condenó lo que denominó como una «detención ilegal» y exigió «el fin de las violaciones de los derechos humanos» en Venezuela. Juan Carlos Varela, presidente de Panamá, dijo que el país tomaría medidas concretas contra el «régimen» de Maduro si Marrero no es liberado. Iván Duque Márquez, presidente de Colombia, calificó el incidente de «agresión vil» y dijo que la comunidad internacional debe «condenar la persecución criminal de la dictadura».
Michelle Bachelet, jefe de la Oficina del Alto Comisionado de las Naciones Unidas para los Derechos Humanos (ACNUDH), pidió a Maduro que revelara la ubicación de Marrero.
La Comisión Interamericana de Derechos Humanos amplió la medida cautelar No.79/19 a favor de Juan Gerardo Guaidó Márquez y su núcleo familia del 25 de enero de 2019 en su Resolución 1/2019, a Roberto Marrero y Sergio Vergara el 27 de marzo de 2019. Esta solicitud fue realizada por los abogados Juan Carlos Gutiérrez, Ignacio J. Álvarez Martínez, María Daniela Rivero y Génesis Dávila de Defiende Venezuela.  
Alemania expresó su repudio por la detención, que calificó de «arbitraria», diciendo que solo intensificó el conflicto y pidió garantías de la seguridad de Marrero. Chrystia Freeland, ministra de Asuntos Exteriores de Canadá, dijo que Marrero había sido «detenido ilegalmente por el régimen de Maduro. La intimidación y el temor no detendrán el regreso de la democracia a Venezuela. Los responsables deben rendir cuentas».
Reuters describió el arresto y la detención como parte de «una represión creciente por parte del presidente Nicolas Maduro contra sus oponentes». USA Today lo describió como un secuestro. The New York Times dijo que el arresto resultó en una «escalada significativa de la crisis política del país». Bloomberg dijo que Maduro estaba presionando a Guaidó y «probando el compromiso de los gobiernos extranjeros para protegerlo».
Luis Salamanca, politólogo de la Universidad Central de Venezuela, dijo a The New York Times que Maduro estaba «elevando el poder de negociación del gobierno en cualquier negociación futura sobre la transferencia de poder ... pero al mismo tiempo están preparando rutas de escape si su capacidad de gobernar se deteriora aún más». Un asesor de riesgos para el IHS Markit de Londres, Diego Moya-Ocampos, dijo a Bloomberg que «el régimen está poniendo a prueba a la comunidad internacional y sus repetidas advertencias contra el rival de Maduro [Guaidó] ... si no pueden tocarlo, perseguirán a los que están cerca de él». Nicholas Watson, de Teneo Intelligence, le dijo a The Wall Street Journal que «el arresto de Marrero parece un intento desesperado de romper el impulso de Guaidó. La debilidad en la posición del régimen es visible en el hecho de que arrestar al propio Guaidó sería visto como un paso demasiado lejos». Phil Gunson, analista del think tank International Crisis Group, dijo: «Maduro esencialmente está llamando la atención que Trump estaba tirándose un farol ... [él] concluyó que la opción militar es una posibilidad muy remota. Si no ve una respuesta significativa, estaría tentado de dar el siguiente paso y encarcelar al propio Guaidó».
El 22 de marzo de 2019, Bandes fue sancionado por el Departamento del Tesoro de Estados Unidos, en adición a cuatro subsidiarias adicionales que posee o controla en el exterior del país, como respuesta al arresto ilegal de Roberto Marrero, jefe de despacho del presidente encargado de Venezuela, Juan Guaidó. Las sanciones significan que «todas las propiedades e intereses en propiedades de estas entidades, y de cualquier entidad que sea propiedad, directa o indirecta, del 50 por ciento o más de esta entidad, que se encuentren en los Estados Unidos o en posesión o control de personas estadounidenses están bloqueados» y «prohíben todas las transacciones realizadas por personas estadounidenses o dentro (o en tránsito) de los Estados Unidos que involucren cualquier propiedad o intereses en propiedades de personas bloqueadas o designadas».

### Liberación
La noche del 31 de agosto de 2020 fue liberado de las instalaciones del El Helicoide como parte de un indulto dictado por Nicolás Maduro que beneficio a diputados y denominados presos políticos en busca de la participación de la oposición en las próximas elecciones parlamentarias del 6 de diciembre, mediante decreto N° 4277, según gaceta oficial extraordinaria N° 6569.
Marrero describió la cárcel como lo peor que se ha inventado para el ser humano, reiteró que nunca debió estar allí y aseguró no esperar una liberación de dicha forma.